# Didrik Tønseth
Didrik Tønseth (Trondheim, 10 maggio 1991) è un fondista norvegese.

## Biografia
In Coppa del Mondo ha esordito il 22 gennaio 2012 a Otepää (17°) e ha ottenuto la prima vittoria, nonché primo podio, il 20 gennaio 2013 a La Clusaz.
Ha partecipato per la prima volta a una rassegna iridata a Falun 2015, dove ha vinto la medaglia d'oro nella staffetta, si è classificato 4º nello skiathlon e 8º nella 50 km; due anni dopo ai Mondiali di Lahti 2017 ha vinto la medaglia d'oro nella staffetta e si è classificato 5º nella 15 km e 6º nello skiathlon. Ai XXIII Giochi olimpici invernali di Pyeongchang 2018, sua prima presenza olimpica, ha vinto la medaglia d'oro nella staffetta; l'anno dopo ai Mondiali di Seefeld in Tirol 2019 è stato 5º nella 15 km, mentre a quelli di Planica 2023 si è classificato 7º nella 50 km.

## Palmarès

### Olimpiadi
- 1 medaglia:
  - 1 oro (staffetta a Pyeongchang 2018)

### Mondiali
- 2 medaglie:
  - 2 ori (staffetta a Falun 2015; staffetta a Lahti 2017)

### Mondiali juniores
- 1 medaglia:
  - 1 oro (staffetta a Hinterzarten 2010)

### Coppa del Mondo
- Miglior piazzamento in classifica generale: 5º nel 2019 e nel 2023
- 22 podi (13 individuali, 9 a squadre):
  - 5 vittorie (3 individuali, 2 a squadre)
  - 2 secondi posti (individuali)
  - 15 terzi posti (8 individuali, 7 a squadre)

#### Coppa del Mondo - vittorie
| Data                             | Località    | Nazione  | Spec.                                                                     |
| -------------------------------- | ----------- | -------- | ------------------------------------------------------------------------- |
| 20 gennaio 2013                  | La Clusaz   | Francia  | 4x7,5 km (con Eldar Rønning, Martin Johnsrud Sundby e Sjur Røthe)         |
| 13 dicembre 2014                 | Davos       | Svizzera | 15 km TC                                                                  |
| 18 dicembre 2016                 | La Clusaz   | Francia  | 4x7,5 km (con Martin Johnsrud Sundby, Anders Gløersen e Finn Hågen Krogh) |
| 30 novembre 2018 2 dicembre 2018 | Lillehammer | Norvegia | Nordic Opening                                                            |
| 12 marzo 2022                    | Falun       | Svezia   | 15 km TL                                                                  |

Legenda:

TC = tecnica classica

TL = tecnica libera

#### Coppa del Mondo - competizioni intermedie
- Vincitore del Nordic Opening nel 2019
- 7 podi di tappa:
  - 1 vittoria
  - 2 secondi posti
  - 4 terzi posti

##### Coppa del Mondo - vittorie di tappa
| Data            | Località    | Nazione  | Competizione   | Specialità  |
| --------------- | ----------- | -------- | -------------- | ----------- |
| 7 dicembre 2014 | Lillehammer | Norvegia | Nordic Opening | 15 km TC PU |

Legenda:

TC = tecnica classica

PU = inseguimento